# スプリングバンク蒸溜所
スプリングバンク蒸溜所（スプリングバンクじょうりゅうしょ、Springbank Distillery）は、スコットランドのキャンベルタウンにあるスコッチ・ウイスキーの蒸留所。
フロアモルティングやキルン塔を使った製麦などの伝統的製法を今もなお続けている稀有な蒸留所として知られ、「スプリングバンク」「ヘーゼルバーン」「ロングロウ」という3種類のシングルモルトウイスキーを製造している。

## 歴史
スプリングバンク蒸溜所は1828年にレイド家によってキャンベルタウンに設立された。その後、1837年にはレイド家の姻戚であるミッチェル家のジョン・ミッチェルとウィリアム・ミッチェルが所有者になった。
1872年にはミッチェル兄弟の仲違いにより、弟のウィリアム・ミッチェルがグレンガイル蒸溜所を同じくキャンベルタウン内に設立して独立する。
その後19世紀後半にかけてキャンベルタウンのウイスキー作りは最盛期を迎える。キャンベルタウンの位置するキンタイア半島は陸路の便こそ悪いものの、イギリス有数の良港であり、グラスゴーという大都市が近く、アメリカやカナダへの輸出もしやすい立地にあった。そのため、当時ウイスキーブームが起こっていたイギリス国内向けや一大市場である米国向けに生産規模を拡大していったのだ。当時稼働していた21の蒸留所を合わせて1年に200万ガロン（純アルコール換算でおよそ520万リットル）ものウイスキーを製造しており、イギリスで最も平均所得が高い街だと言われていた。
しかし、第一次世界大戦、世界恐慌、アメリカの禁酒法、地元の石炭の枯渇に伴う燃料費の高騰などを受けてキャンベルタウンのウイスキー作りは急速に衰退する。また、ヘビー、オイリー、パワフルなキャンベルタウンウイスキーよりも、ライトで華やかなスペイサイドウイスキーが好まれるようになってきており、しかも狭いエリアに家族経営の小規模蒸留所がひしめき合うように乱立していたキャンベルタウンは環境汚染が深刻化していたため、ハイランドやスペイサイドなど他地域のウイスキーに品質面で差をつけられていた。その結果、相次いで蒸留所が閉鎖。1920年には20あった蒸留所が1934年にはわずか2箇所にまで減ってしまった。このような波乱の歴史の中にありながら、実質的な創業家であるミッチェル家がJ&Aミッチェル社として現在もなお同蒸留所を所有し続けており、スコッチウイスキーの蒸留所としては珍しく独立した経営を保ち続けている。これはひとつのファミリーが経営を続けているスコッチウイスキーの蒸留所として最古である。評論家のマイケル・ジャクソンはスプリングバンクが生き残った理由として、他のキャンベルタウンウイスキーに比べてライトな味わいだったことをあげている。
1972年にはインディペンデント・ボトラーのウィリアム・ケイデンヘッドを買収した。ケイデンヘッドの詳細は後述の「#ウィリアム・ケイデンヘッド」を参照。
1998年にスコッチウイスキー協会（Scotch Whisky Association、SWA）がスコッチウイスキーの生産地区の見直しを行い、当時蒸留所が2箇所（スプリングバンク、グレンスコシア）しかなかったキャンベルタウンを生産地名称から外すと発表した。一方で当時3箇所しか蒸留所がなかったローランド地方は名称が残されていた。これに強く反発したスプリングバンクは、1925年に閉鎖したグレンガイル蒸溜所の建屋を買い取り、2004年12月、79年ぶりにグレンガイル蒸溜所を復活させた。これによってキャンベルタウンの蒸留所は3箇所となり、キャンベルタウンは生産地名称として存続している。なお、同蒸留所の生産工程はスプリングバンクの従業員が兼務しており、9月 - 12月の4か月間のみ生産を行っている。

## 製造

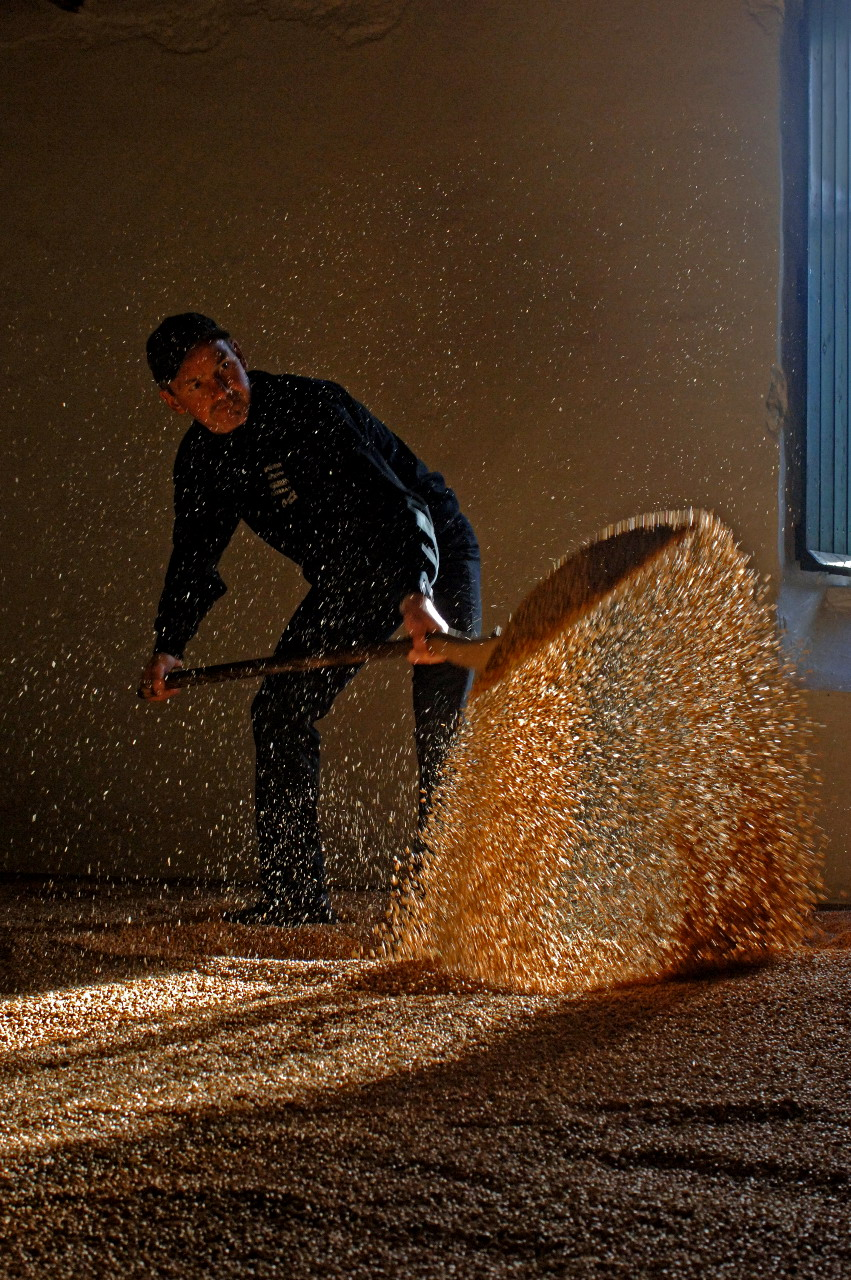
フロアモルティング。麦芽を均等に発芽させるために撹拌している。

スプリングバンク蒸溜所は、現存するスコッチウイスキーの蒸留所で唯一、大麦の製麦からボトリングまでの全工程を自社内で行っている。さらに特筆すべきこととして、製麦は伝統的なフロアモルティングによって行われ、キルン塔が現役で乾燥施設として稼働している
。こういった古くからの製法を維持しており、設備も創業した1828年当時のものが多く使われていることから「操業している博物館」と評されている。

### 製麦
スプリングバンク蒸溜所は自社でフロアモルティングによる製麦を行っているが、その一方で、現代でフロアモルティングを行う蒸留所はほとんど存在せず、専門業者から製麦済みの原料を購入するのが一般的である。今もなおフロアモルティングを行っている蒸留所は2011年時点でスプリングバンクを含めてわずか6箇所しかない。また、ウイスキーの製造に使うすべての麦芽をフロアモルティングのみで賄っている蒸留所はスプリングバンク以外に存在しない。
乾燥のために用いるピートは蒸留所近郊のマクリハニッシュで採取されている。ピートの焚き具合を変えることで「スプリングバンク」「ヘーゼルバーン」「ロングロウ」という3つのウイスキーを作り分けている。それぞれの詳細は後述の「#製品」を参照。

### 仕込み・発酵

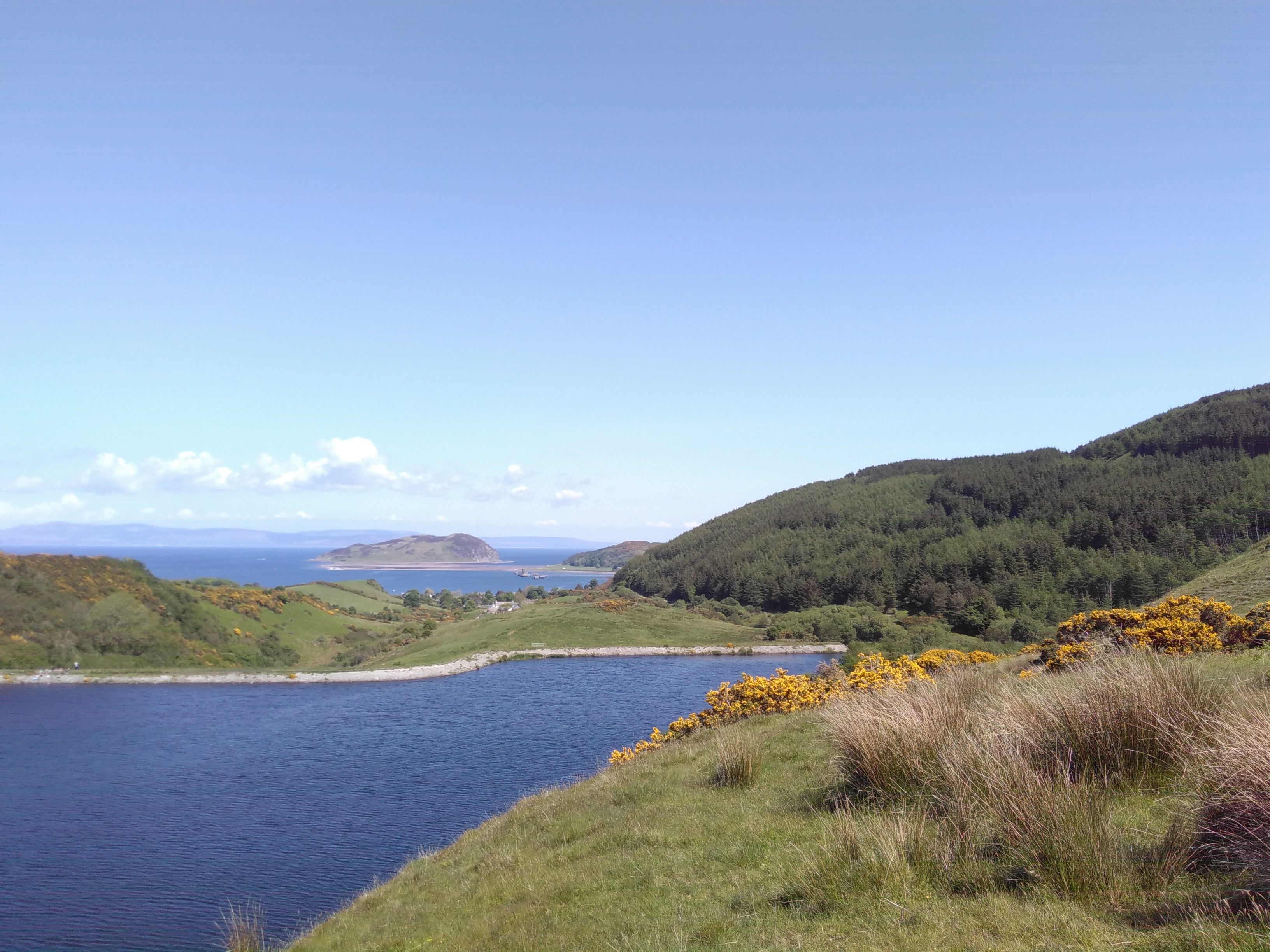
クロスヒル湖。

水源は近郊の丘にあるクロスヒル湖で、現存するキャンベルタウンの蒸留所すべてに仕込水を供給している。この湖は人造のダム湖で、キャンベルタウンのウイスキー産業を発展させるため、19世紀中頃に時のアーガイル公ジョン・キャンベルが作らせたものである。
マッシュタンは鋳鉄製かつ蓋のないオープンスタイルのもので、100年以上使われている旧式の設備である。ウォッシュバックはカラマツ製のものが6基稼働しており、一度の仕込みで麦芽3.5トンを消費する。発酵時間は銘柄によって違うが、平均して110時間程度。この長い発酵時間がスプリングバンク特有のフルーティーさの元になる。一般的な蒸留所ではもろみのアルコール度数は6-10 %前後が普通だが、スプリングバンクは4-4.5 %と低いことが特徴。あえて度数を低く設定しているのは昔ながらの製法を維持するためである。

### 蒸留

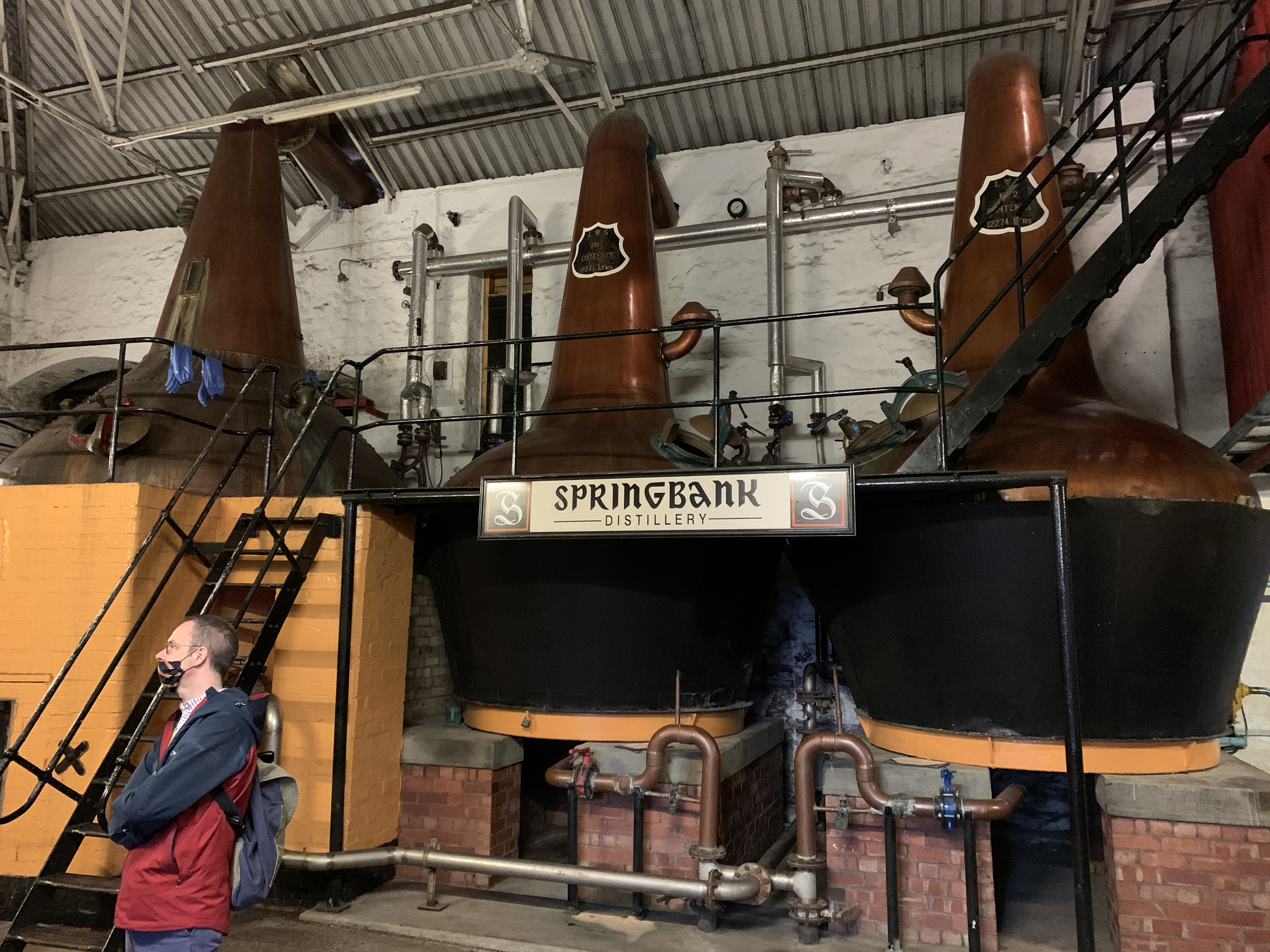
左から順番に初留器、再留器A、再留器B。

スプリングバンク蒸溜所には3基のポットスチルがある。すべてストレートヘッド型であり、内訳は初留器が1基、再留器が2基である。本項では説明の便宜上、2基ある再留器をそれぞれ「再留器A」「再留器B」と名付けて区別する。
初留器は特殊な構造をしており、直火と蒸気熱の両方で同時に加熱する方式を採用している。直火式は焦げ付く可能性があるものの、もろみがトーストされることで香ばしく厚みのある味わいになるとされている。一方で現代のウイスキー蒸留所のほとんどは焦げ付く心配のない蒸気式を採用している。スプリングバンクの初留器も基本的に蒸気熱が中心だが、あえて直火を加えることがスプリングバンクらしさの由来のひとつになっているとされている。
冷却装置は一般的なシェル&チューブを用いている。
再留器は冷却機構に特徴があり、再留器Bは一般的なシェル&チューブを採用しているのに対して、再留器Aは伝統的なワームタブを採用している。ワームタブとは、蒸留によって得られた気化アルコールを液化させる巨大な冷却槽のこと。広いスペースと大量の冷却水が必要な上に時間がかかるため効率はよくないが、時間をかけて液化させることでスピリッツの味わいがヘビーになる傾向がある。
この3つのポットスチルを使い分けることで「スプリングバンク」「ロングロウ」「ヘーゼルバーン」という3種類のウイスキーを作り分けており、ロングロウは初留器と再留器Bを使った2回蒸留、ヘーゼルバーンは初留器、再留器B、再留器Aの順に3回蒸留することで作られている。
「スプリングバンク」シリーズは「2.5回蒸留」と呼ばれる特殊な方法で蒸留されている。通常、初留器で得られたスピリッツ（ローワイン）はそのまま再留器に回されるが、スプリングバンクではローワインの一部を再留に回さず取っておき、3回目の蒸留時にそのローワインを混ぜて蒸留を行う。3回蒸留を行うと一般的に80度ほどまで度数が上がるが、度数の低いローワインを加えて3度目の蒸留を行うスプリングバンクでは平均して71～72度の原酒ができあがる。一般に、蒸留過程でアルコール度数が上がれば上がるほど、油分の少ないライトな味わいの原酒になってしまうため、スプリングバンクの特徴である厚みのあるボディはこの製法に由来してる。
平年並みの年で蒸留器はおよそ4ヶ月稼働する。生産能力は年間75万リットルだが、この数値通りに生産できたことはなく、現在は年間20 - 30万リットルを目標に生産されている。

### 熟成・瓶詰め
熟成庫はダンネージ式が9つ、ラック式が2つある。原酒の持つ個性を活かすために熟成は主にバーボン樽で行われるが、甘みと色の調整のためシェリー樽で熟成された原酒とヴァッティングしてからボトリングされることが多い。生産された原酒の99%はシングルモルトウイスキーとして出荷される。
ボトリングはすべて自社内で行っており、同じくJ&Aミッチェル社の傘下のケイデンヘッドも同設備を使用している。スプリングバンク・ケイデンヘッド共に冷却濾過およびカラメル色素による着色は行われない。

## 製品
前述の「#製麦」および「#蒸留」の項目の通り、麦芽のピートの強さを変え、異なる特性のポットスチルを使い分けることで「スプリングバンク」「ヘーゼルバーン」「ロングロウ」という3種類のシングルモルトウイスキーを製造している。なお、生産割合はスプリングバンクが8割で、ヘーゼルバーンとロングロウが1割ずつである。

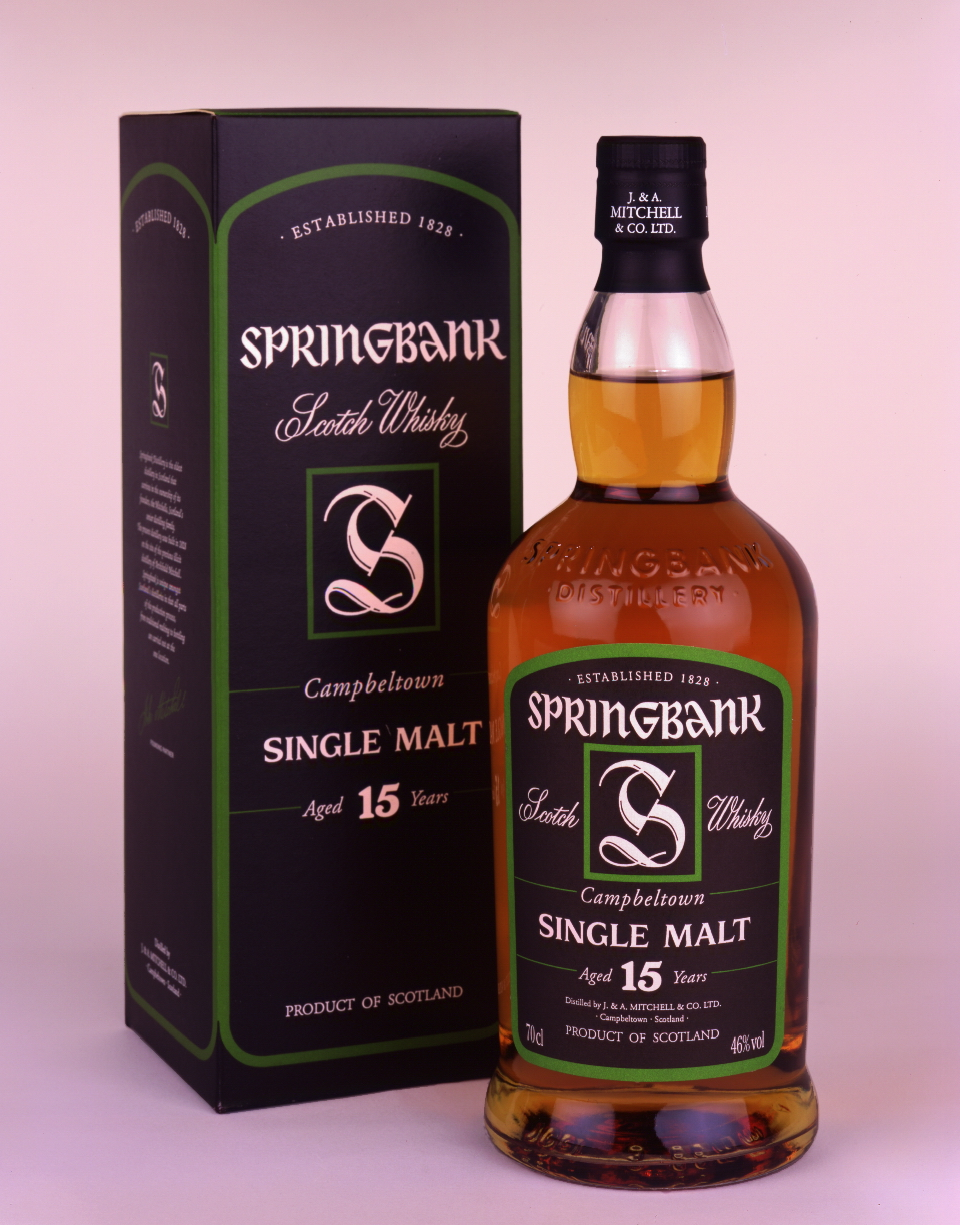
スプリングバンク15年
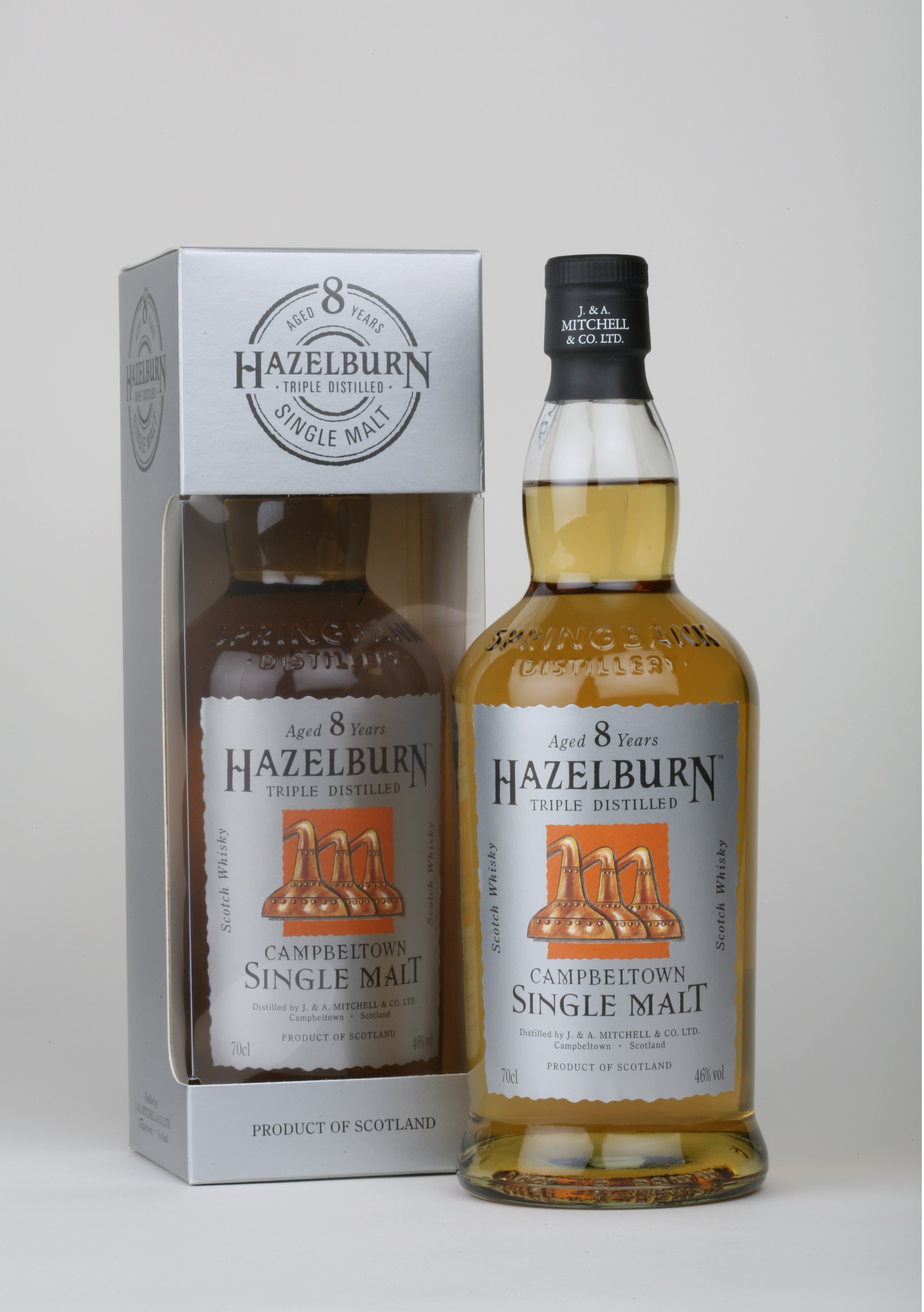
ヘーゼルバーン8年
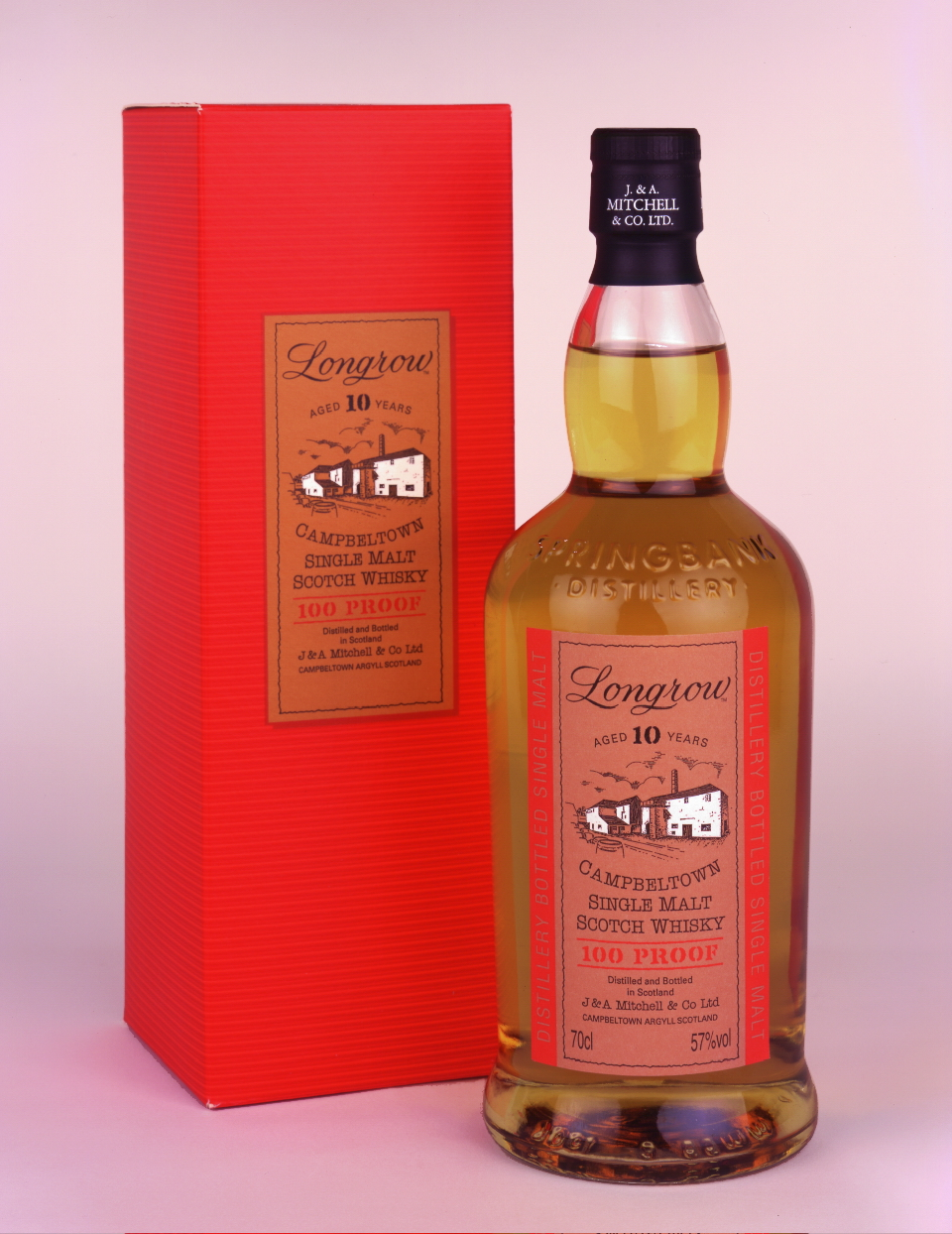
ロングロウ10年

### スプリングバンク
蒸留所の名前を冠し、上述の2.5回蒸留が特徴のシリーズ。スプリングバンク用の麦芽は最初の6時間だけピートを焚き、後の30時間は熱風で乾燥させている。フェノール値は12-15 ppm。それゆえの僅かなピート感、キャンベルタウンモルト特有の塩味、なめらかな口当たりで、甘く香り高い味で知られる。特にその豊かな香りから「モルトの香水」と評されるほか、あらゆるウイスキーの中で最も「ブリニー」（Briny，塩味）だと言われる。評論家のマイケル・ジャクソンはスプリングバンクのハウススタイルを「塩っぽい、オイリー、ココナッツ。食前酒。」と評している。

#### 現行のラインナップ
スプリングバンク10年
スプリングバンク蒸溜所のフラッグシップ商品。容量700 ml、アルコール度数46%。土屋守『完全版 シングルモルトスコッチ大全』のテイスティングスコアでは100点満点中90.0点を獲得しており、これは同書に掲載されているボトルの中で上位8番目の得点である。
スプリングバンク12年 カスクストレングス
定期的に数量限定で発売されるシリーズ。カスクストレングスゆえにバッチによって度数が異なる。容量700 ml。
スプリングバンク15年
シェリー樽で熟成された原酒のみが使われている。容量700 ml、アルコール度数46%。
スプリングバンク18年
熟成に80%以上シェリー樽を使用しているのが特徴。容量700 ml、アルコール度数46%。
スプリングバンク21年
元々は1990年代に定番商品だったもので、2012年から年1回の限定商品として復活した。容量700 ml、アルコール度数49.5%。
スプリングバンク25年
年1回リリースされる。容量700 ml、アルコール度数46%。

### ロングロウ
スプリングバンクの隣にあったロングロウ蒸留所の名前を冠したシリーズで、1973年と1974年初めて蒸留された。その後1985年に実験的に発売され、1992年には正式に販売開始された。ロングロウ用の麦芽はピートのみを48時間焚くことで乾燥しており、そのためフェノール値は50-55 ppmとなる。アイラ島のウイスキーのようなヘビーピート、オイリー、パワフルな味わいが特徴。評論家のマイケル・ジャクソンはロングロウのハウススタイルを「松のような、オイリー、じめじめした土。寝酒。」評している。

#### 現行のラインナップ
ロングロウ
年数表記のないノンエイジ製品。ヘビーでオイリーな味わいが特徴で、様々な年数、樽の原酒をブレンドしている。容量700 ml、アルコール度数46%。
ロングロウ18年
限定品。容量700 ml、アルコール度数46%。

### ヘーゼルバーン
キャンベルタウンにかつて存在したヘーゼルバーン蒸留所の名前を冠したシリーズ。1997年から生産開始。ヘーゼルバーン用の麦芽はピートを一切使わずに熱風のみで30 - 36時間乾燥させているため、ノンピートでスムースな味わいが特徴。

#### 現行のラインナップ
ヘーゼルバーン10年
バーボン樽で熟成された原酒のみが使われている。容量700 ml、アルコール度数46%
ヘーゼルバーン12年
オロロソシェリー樽で熟成された原酒のみが使われている。容量700 ml、アルコール度数46%。

## 評価
昔から高い評価を得ており、ロンドンのタイムズ紙が1983年に主催した品評会ではスプリングバンク12年が1位になっている。また、1990年当時、日本への輸出量がグレンフィディックについで2番目に多いシングルモルトであった。近年では、ワールド・ウイスキー・アワード（WWA）のベスト・キャンベルタウン・シングルモルト部門を、2015年にロングロウ11年が、2012年にヘーゼルバーン12年とスプリングバンク18年がそれぞれ受賞している。
土屋守はスプリングバンクの人気について「昔からカルト的人気を誇る蒸留所」「限られた生産量しかなく、（中略）世界中で争奪戦となっている」と評している。

## ウィリアム・ケイデンヘッド
ウィリアム・ケイデンヘッド（William Cadenhead Ltd）はスコットランドのキャンベルタウンにあるインディペンデント・ボトラー。
ケイデンヘッドは1842年にアバディーンでワイン商として創業された。ウイスキーのインディペンデント・ボトラーとしては最古の歴史を持ち、ゴードン&マクファイルとならんでボトラーズ業界の雄と評される。しかし1960年代に入ると経営が悪化したため、スプリングバンクを経営するJ&Aミッチェル社によって1972年に買収され、本拠地をスプリングバンクと同じキャンベルタウンに移している。
店舗は英国内にアバディーン、エジンバラ、キャンベルタウン、ロンドンの4店舗を、ほか欧州に6店舗を構えており、その中でもキャンベルタウンの店舗は特に「イーグルサム」という名称で親しまれている。
現在はウイスキーのほかラムやジンをはじめとしたスピリッツ類も取り扱っており、ボトリングはスプリングバンクと同じ設備を共有している。製品のこだわりとしては原則的に冷却濾過およびカラメル色素による着色が行われない。また、加水および樽同士のヴァッティングを行わないシングルカスクかつカスクストレングスでのボトリングが多く、特にカスクストレングスが広まったのはケイデンヘッドの功績だとされている。